# Break the Ice
„Break the Ice“ је песма америчке певачице Бритни Спирс. Издата је 28. марта 2008. године, као трећи сингл са албума „Blackout“.